# São Sebastião do Oeste
São Sebastião do Oeste là một đô thị thuộc bang Minas Gerais, Brasil. Đô thị này có diện tích 404,045 km², dân số năm 2007 là 5336 người, mật độ 10,8 người/km².